# 嫩青
嫩青（Nenzing）是奧地利的城鎮，位於該國西部，由福拉爾貝格州負責管轄，面積110.31平方公里，海拔高度530米，鎮上的蜜蜂博物館啟用於2006年5月27日，2012年人口5,976。
47°10′00″N 9°41′00″E / 47.1667°N 9.6833°E